# Yo soy la revolución
Yo soy la revolución (A Bullet for the General en su título internacional, y ¿Quién sabe? en la versión original italiana) es un spaghetti western italiano de 1966, dirigido por el cineasta Damiano Damiani, y protagonizado por Gian Maria Volonté y Klaus Kinski. La banda sonora corre a cargo de Luis Bacalov y Ennio Morricone, este acreditado como supervisor.

## Argumento
Un estadounidense (Lou Castel) está haciendo un viaje en tren. Durante ese viaje una banda de revolucionarios, liderada por el Chuncho (Gian Maria Volonté) asalta el tren, buscando armas. La intención de la banda es robar las armas para luego venderlas a los revolucionarios del general Elías (Jaime Fernández). El estadounidense ayuda a los forajidos en el asalto y finalmente acaba cabalgando con ellos. Entre el Chuncho y el estadounidense se establece una extraña amistad. En la banda también se encuentran: El Santo (el hermano del Chuncho, Klaus Kinski), Adelita (Martine Beswick), el novio de Adelita, Pepito (Valentino Macchi) y otros tantos. La banda llega al pueblo de San Miguel, donde consigue una ametralladora, que intentará vender a los emisarios del general.

## Reparto
- Gian Maria Volonté: El Chuncho
- Klaus Kinski: El Santo
- Martine Beswick: Adelita
- Lou Castel: Bill Tate 'El Niño'
- Jaime Fernández: General Elías
- Andrea Checchi: Don Feliciano
- Spartaco Conversi: Cirilo
- Joaquín Parra: Pícaro
- Aldo Sambrell: Teniente Álvaro Ferreira
- José Manuel Martín: Raimundo
- Santiago Santos: Guapo
- Valentino Macchi: Pepito
- Carla Gravina